# Extinção do Ordoviciano-Siluriano
Extinção do Ordoviciano–Siluriano, ou simplesmente extinção do Ordoviciano, foi o segundo maior evento de extinção em massa na história da Terra em termos de porcentagem de gêneros extintos. O evento de extinção ocorreu entre cerca de 450 Ma a 440 Ma (milhões de anos atrás), período que separa o Ordoviciano do Siluriano, e compreendeu dois eventos de extinção, separados por um milhão de anos. Esta foi a segunda maior extinção da vida marinha, ficando apenas abaixo da extinção do Permiano. Na época, toda a vida conhecida estava confinada nos mares e oceanos. Mais de 60% dos invertebrados marinhos foram extintos, incluindo dois terços de todas as famílias de braquiópodes e briozoários. A causa imediata de extinção parece ter sido o movimento de Gondwana para a região polar sul. Isso levou a um arrefecimento global, glaciação e consequente queda do nível do mar. A queda do nível do mar interrompeu ou eliminou habitats ao longo das plataformas continentais. A evidência para a glaciação foi encontrada em depósitos no deserto do Saara.

## Extinção de Lau-Kozlowskii
A extinção de Lau / Kozlowskii foi desencadeada pelo esgotamento rápido e generalizado de oxigênio nos oceanos globais por volta de 420 milhões de anos atrás. Foi um evento devastador de extinção em massa que acabou com 23% de todos os animais marinhos da face do planeta.